# Músculo transverso do abdome
O músculo transverso do abdome é um músculo profundo localizado abaixo do reto do abdome e dos oblíquos externos e internos na região do abdome que se assemelha com uma cinta ou corselete, sendo assim, uma cinta fisiológica do corpo. Tendo como origem, a face interna das seis últimas cartilagens costais, aponeurose toraco-lombar e crista  ilíaca, e como inserção a bainha do reto abdominal.
Sua ação muscular acontece em situações como no vômito, defecação, micção, no parto e na expiração. A melhor ativação desse músculo pode acontecer com exercícios de CORE, fazendo com que esse músculo desempenhe um papel fundamental na coluna, estabilizando-a e dando suporte para toda a biomecânica da postura humana, prevenindo a aparição de lesões na coluna como a conhecida hérnia de disco.